# Цигань, Кинга
Кинга Цигань (венг. Czigány Kinga; 17 февраля 1972, Дьёр) — венгерская гребчиха-байдарочница, выступала за сборную Венгрии в 1990-е годы. Чемпионка летних Олимпийских игр в Барселоне, трижды серебряная и дважды бронзовая призёрша чемпионатов мира, победительница многих регат национального и международного значения.

## Биография
Кинга Цигань родилась 17 февраля 1972 года в городе Дьёре. Активно заниматься греблей начала в раннем детстве, проходила подготовку в Будапеште, состояла в столичных спортивных клубах «Уйпешти» и «Будапешт Хонвед».
Первого серьёзного успеха на взрослом международном уровне добилась в 1992 году, когда попала в основной состав венгерской национальной сборной и благодаря череде удачных выступлений удостоилась права защищать честь страны на летних Олимпийских играх в Барселоне — в четырёхместных байдарках совместно с Ритой Кёбан, Эвой Донус и Эрикой Месарош обогнала на пятистах метрах всех своих соперниц и завоевала тем самым золотую олимпийскую медаль.
Став олимпийской чемпионкой, Цигань осталась в основном составе гребной команды Венгрии и продолжила принимать участие в крупнейших международных регатах. Так, в 1993 году она побывала на чемпионате мира в Копенгагене, откуда привезла награды серебряного и бронзового достоинства, выигранные на пятистах метрах в двойках и четвёрках соответственно. Год спустя на мировом первенстве в Мехико в тех же дисциплинах стала серебряной призёршей. Ещё через год на аналогичных соревнованиях в немецком Дуйсбурге взяла бронзу в байдарках-четвёрках на дистанции 500 метров. Будучи в числе лидеров венгерской национальной сборной, благополучно прошла квалификацию на Олимпийские игры 1996 года в Атланте, однако повторить успех четырёхлетней давности не смогла, в четвёрках на пятистах метрах финишировала в финале лишь девятой. Вскоре по окончании этих соревнований из-за хронической травмы спины приняла решение завершить карьеру профессиональной спортсменки, уступив место в сборной молодым венгерским гребчихам.